# Neunkirchen (Saara)
Neunkirchen – miasto powiatowe w zachodnich Niemczech, w kraju związkowym Saara, siedziba powiatu Neunkirchen, chociaż budynek administracyjny powiatu znajduje się w mieście Ottweiler.

## Geografia
Miasto leży nad rzekami Blies i Oster, w Zagłębiu Saary.
Neunkirchen ma 75,08 km² powierzchni i zamieszkuje je 47 398 osób (2010), co daje drugi rezultat w kraju związkowym, leży ok. 20 km na północny wschód od Saarbrücken, ok. 80 km na południowy wschód od Luksemburga i ok. 106 km na południowy zachód od Moguncji.

## Podział administracyjny
W skład miasta wchodzi dziesięć części miejscowości:
| Część miejscowości | Ludność   | Ludność | Ludność |
| Część miejscowości | Mężczyźni | Kobiety | Razem   |
| ------------------ | --------- | ------- | ------- |
| Furpach            | 1969      | 2270    | 4239    |
| Hangard            | 981       | 1023    | 2004    |
| Heinitz            | 346       | 368     | 714     |
| Innenstadt         | 10 580    | 11 060  | 21 640  |
| Kohlhof            | 798       | 905     | 1703    |
| Ludwigsthal        | 605       | 674     | 1279    |
| Münchwies          | 637       | 690     | 1327    |
| Sinnerthal         | 308       | 302     | 610     |
| Wellesweiler       | 2747      | 2807    | 5554    |
| Wiebelskirchen     | 4630      | 4830    | 9460    |
| Razem              | 23 601    | 24 929  | 48 530  |

## Demografia
| Data                                            | Liczba ludności |
| ----------------------------------------------- | --------------- |
| 17 maja 1939                                    | 39 348          |
| 29 października 1946                            | 37 250          |
| 31 grudnia 1973 (przed reformą administracyjną) | 41 961          |
| 1 stycznia 1974 (po reformie administracyjnej)  | 56 818          |
| 31 grudnia 2007                                 | 48 530          |

### Struktura wiekowa
| Przedział wiekowy | Liczba osób | Udział w % |
| ----------------- | ----------- | ---------- |
| poniżej 19        | 8863        | 17,65      |
| od 19 do 38       | 11 139      | 22,61      |
| od 39 do 63       | 17 878      | 37,05      |
| powyżej 63        | 11 029      | 22,69      |

## Historia
Za pierwszą datę osiedlenia się na okolicznych terenach przyjmuje się rok 700 p.n.e. Bardzo wcześnie, bo już w epoce żelaza, rozpoczęto wydobycie gagatu, był on również wydobywany w czasach cesarstwa rzymskiego. Najstarszą dzielnicą miasta jest Wiebelskirchen, o którym pierwsze wzmianki jako Altmark pochodzą z 765. Wiebelskirchen jest w Saarze najstarszą nazwą miejscowości związaną z chrześcijaństwem. Jeden z Franków imieniem Wibilo utworzył tutaj na swojej posiadłości tzw. własny kościół. Pierwsze wzmianki o nazwie Neunkirchen datowane są na rok 1281. Miejscowość należała do księstwa Nassau-Saarbrücken. Książę wzniósł w okolicznych lasach dwa zamki. Pierwszy z zamków został zniszczony podczas wojny o Palatynat, drugi zaś podczas Wielkiej Rewolucji Francuskiej. W 1593 w dolinie Blies powstała pierwsza huta żelaza.
Już we wczesnych latach industrializacji zostały odnalezione złoża węgli kopalnych, co wraz z wydobyciem rud żelaza w pobliskiej Lotaryngii pozwoliło na rozwój przemysłu żelazowego. Johann Wolfgang von Goethe w swojej autobiografii Z mojego życia. Zmyślenie i prawda opisał malownicze położenie miasta, zamek i kwitnący przemysł.
Uprzemysłowienie miasta ściśle wiązało się z rodziną Stumm-Halberg, która była właścicielem huty.
Huty zostały przejęte w 1806 przez braci Stumm (tytuł szlachecki został nadany później). Rodzina przez wiele lat umiejętnie blokowała nadanie Neunkirchen praw miejskich. Łatwiej było kierować wsią, dlatego Neunkirchen było największą wsią w Niemczech do 1922, kiedy to nadane zostały prawa miejskie.

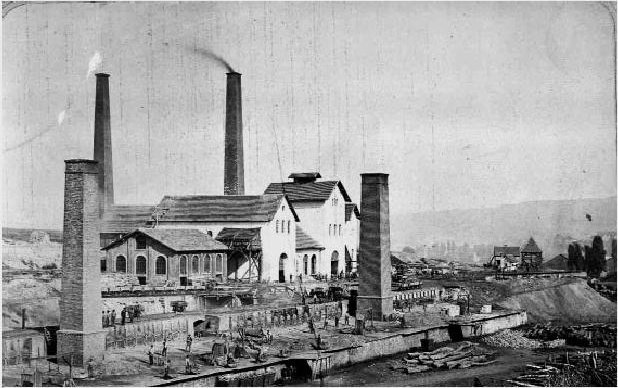
Miasto w 1864 r., najstarsza fotografia przedstawiająca przemysł w Saarze

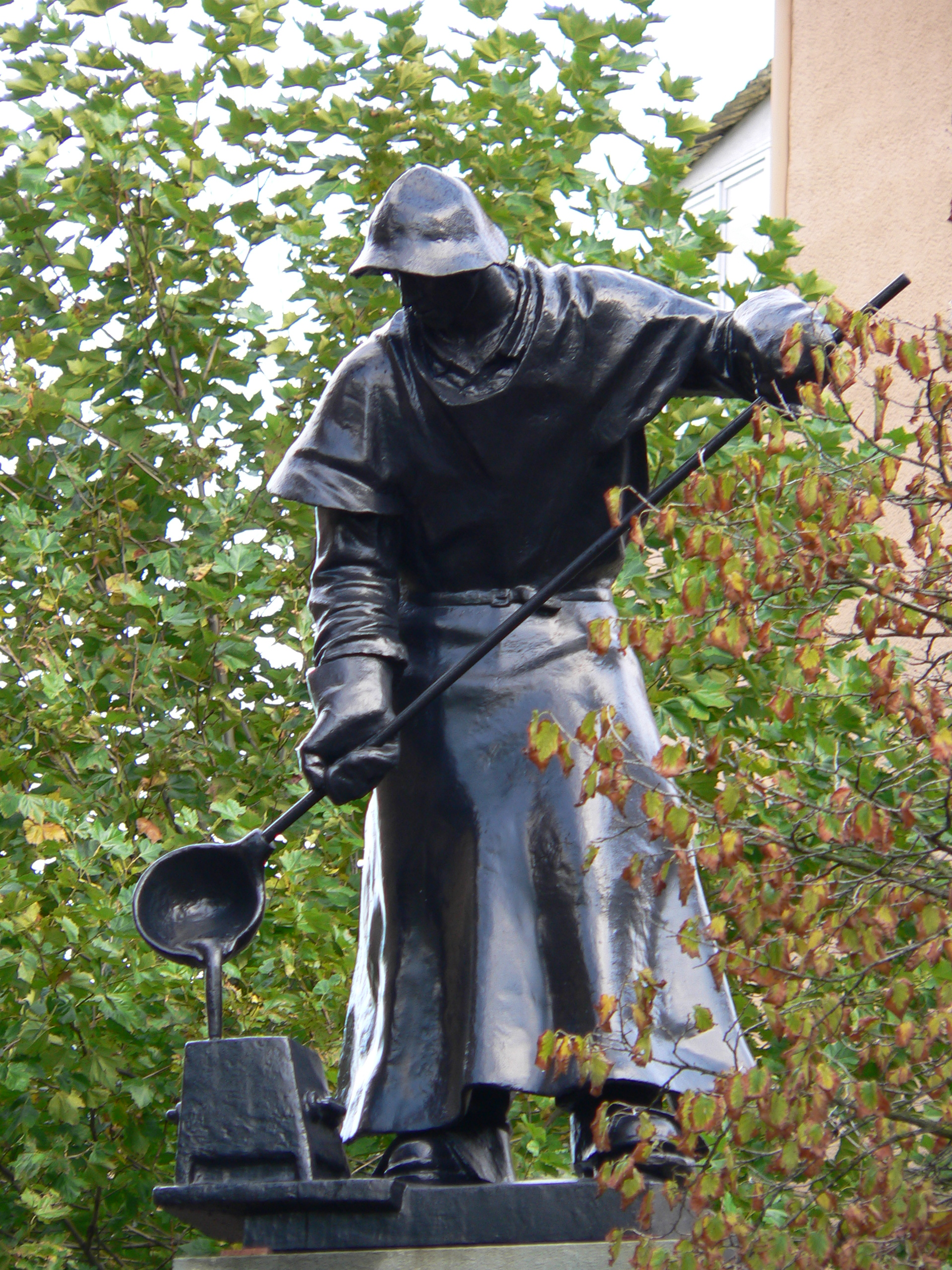
Pomnik Hutników

10 lutego 1933 w hucie eksplodował gazometr, 68 osób zginęło a 190 zostało rannych. Wiele domów stało się niezdatnych do zamieszkania, zniszczona całkowicie została nowa szkoła. Wkrótce zostały wydane specjalne znaczki pocztowe Czerwonego Krzyża, których dochód ze sprzedaży pomagał w wybudowaniu nowego osiedla dla poszkodowanych.
15 marca 1945 nalot bombowy zniszczył trzy dzielnice.
W latach siedemdziesiątych XX wieku nastąpił upadek przemysłu ciężkiego, a ostatnia kopalnia węgla została zamknięta w 1968. W 1982 została zamknięta huta (w użyciu został jedynie ciąg walcowniczy), miasto stało się chwilowo niechlubnym liderem na liście bezrobocia. Po unieruchomieniu stacji rozrządowej straciła na znaczeniu stacja kolejowa Neunkirchen.
Pod koniec lat 80. w centrum została głęboko przebudowane. W 1989 wzniesiony został Saarparkcenter, popularne centrum handlowe. Z 25 tysiącami odwiedzających w dni powszednie i około 50 tysięcy w okresie świąt Bożego Narodzenia jest to najczęściej odwiedzane centrum handlowe w Saarze. Części po hucie żelaza zostały pomnikiem przemysłu.

## Zabytki i atrakcje
Hangard
- katolicki kościół parafialny pw. św. Rodziny (Hl. Familie) z 1899–1900

Kohlhof
- kościół pw. św. Jerzego (St. Georg)

Münchwies
- katolicki kościół parafialny pw. Najświętszego Serca Jezusowego (Herz Jesu) z 1906, projektu Wilhelma Hectora

Neunkirchen
- zespół huty

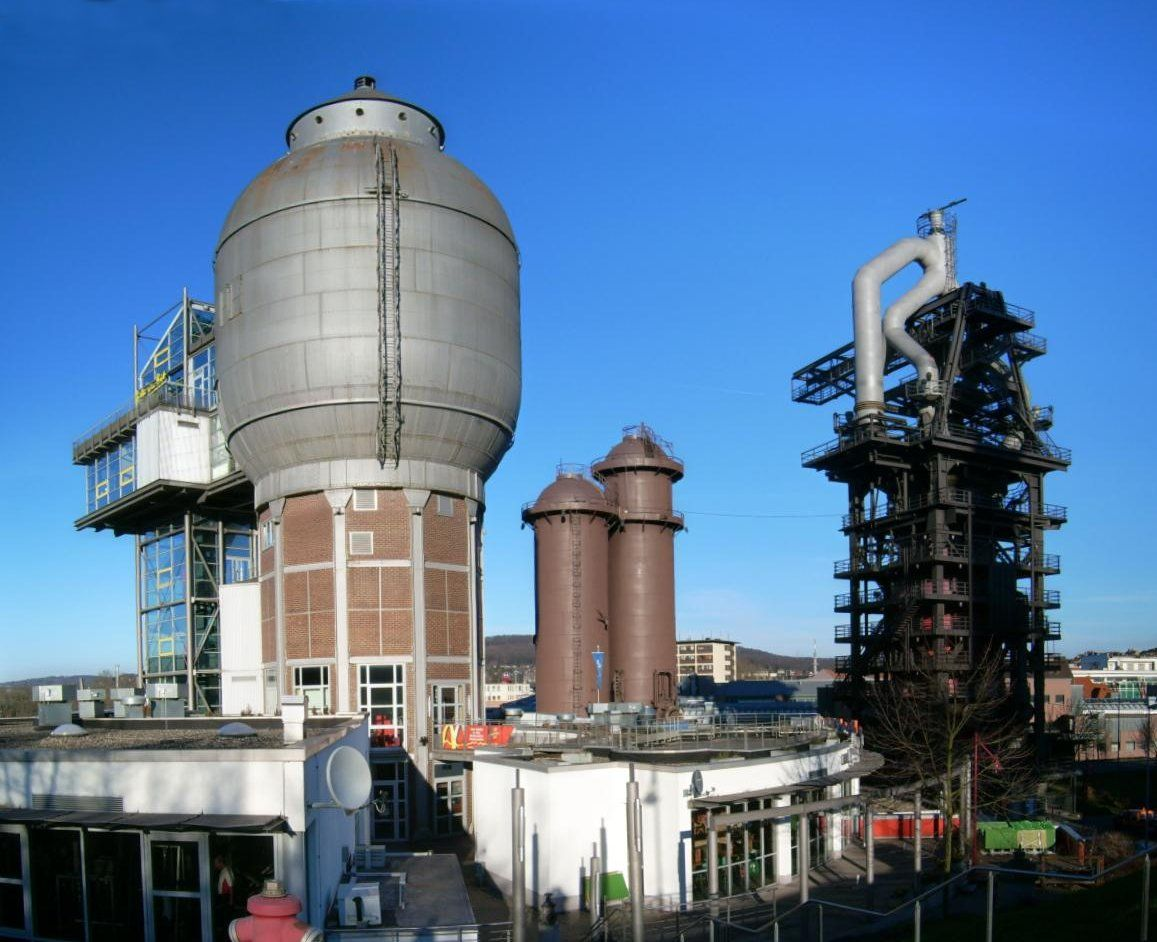
Wielki piec

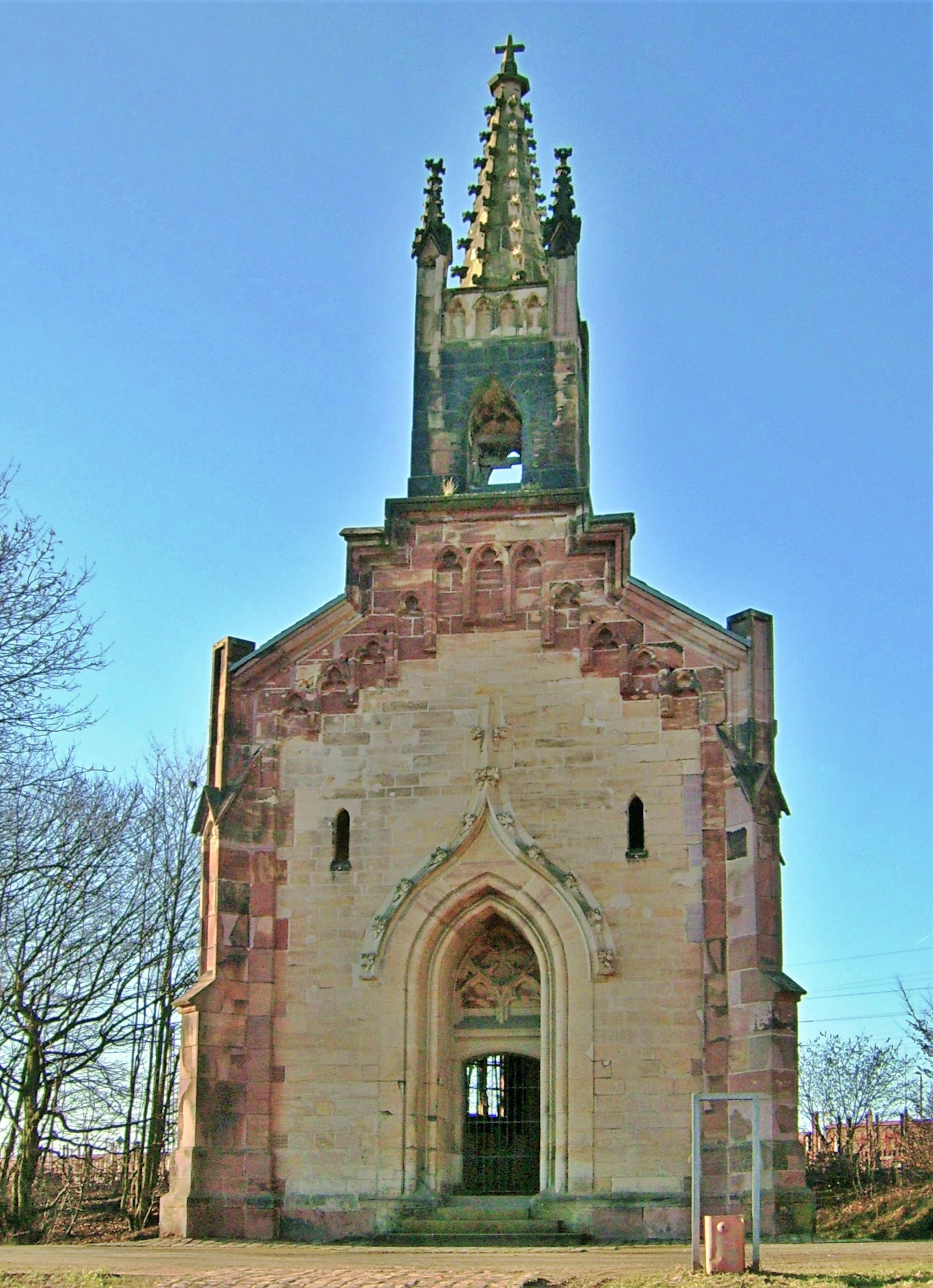
Kaplica Stummów

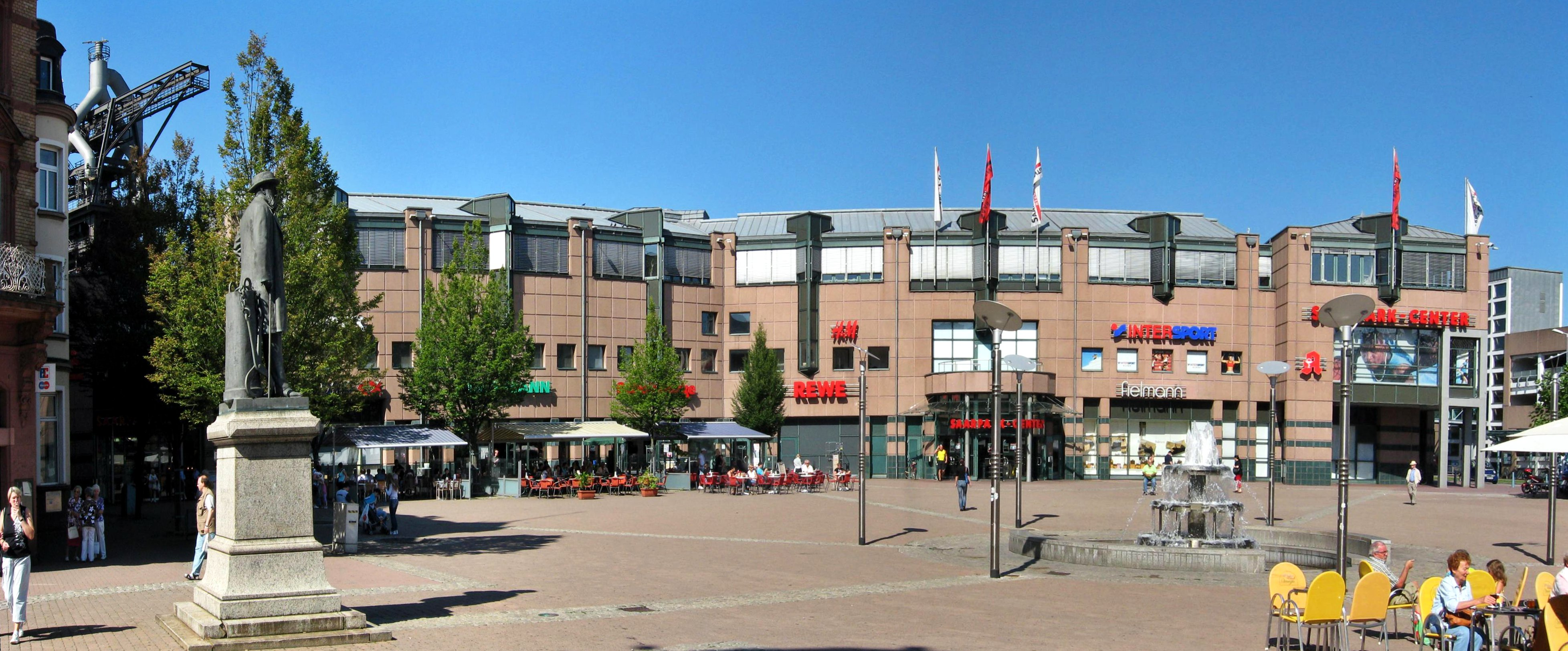
Stummplatz i Pomnik barona Stumm

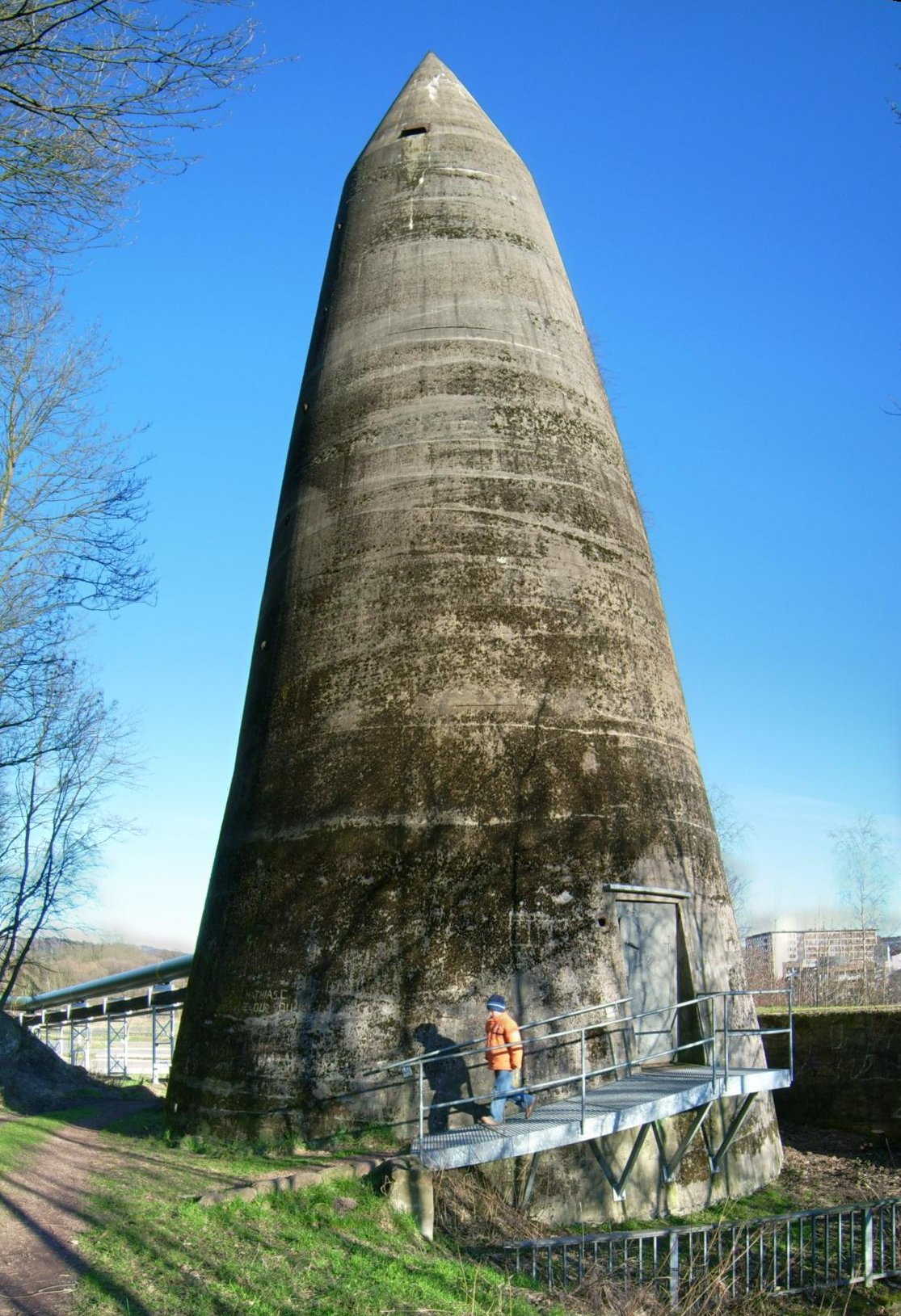
Bunkier

  - maszynownia z 1903 (Einzeldenkmal)
  - wielki piec nr 6 z nagrzewnią z 1910
- domy robotnicze przy Georgstraße 10-20 i 21-41 z początku XX w.
- willa przy Bachstraße 12/14 z 1905, projekt Karla Bruggera
- wille przy Goethestraße 22-45 z lat 1902–1904, projekt Karla Bruggera
- dom rodziny Mehr przy Bliesstraße 1-4 z 1926–1927, projekt Vanoniego
- domy rodziny Mehr przy Parallelstraße 65-77 z 1926–1927, projekt Vanoniego
- dom rodziny Mehr przy Willi-Graf-Straße 88 z 1926–1927, projekt Vanoniego
- willa przy Knappschaftsstraße 4 z 1925, projekt: Ernst Brück
- domy przy Knappschaftsstraße 6/8 i 12 z 1920–1930
- domy przy Mendelssohnstraße 26/28 i 47 z 1920–1930
- domy robotnicze przy Königstraße 8-30 z 1892
- domy przy Kuchenbergstraße 264, 266, 268 z 1906, projekt: Franz Emmrich
- domy przy Ziehwaldstraße 2, 2a i 4 z 1907, projekt: Franz Emmrich
- domy przy Steinwaldstraße 87/89 i 93, odpowiednio z 1900 i 1904
- kościół ewangelicki przy Unterer Markt z 1867–1868, projekt: Heinrich Wiethase, odbudowany w 1949
- pomnik Poległych przy Unterer Markt z 1874
- biurowiec przy Unterer Markt z 1923, projektu Fritza Voggenbergera, dobudowa piętra w 1938
- dom Karla Ferdinanda przy Unterer Markt 2 z 1903–1904, projekt Karla Bruggera, obecnie dom dziecka
- domy przy Willi-Graf-Straße 20-31 z 1905–1912
- dom przy Adolf-Kolping-Straße 6 z 1892
- szkoła i koszary przy Bachplatz z 1905
- domy przy Bachstraße 4 i 6, odpowiednio z 1920 i 1905
- willa przy Brunnenstraße 86 z 1924, projekt: Fritz Voggenberger, rozbudowana w 1933 przez Richarda Müllera
- dawny browar zamkowy z wyposażeniem, z 1928
- dwór przy Eisenbahnstraße 18-22 z XVI w., przebudowany w 1745
- pomnik Matka i dziecko z 1955, Bogler
- stajnia przy Goethestraße 12 z 1906, projekt: Fritz Mundorf
- willa przy Goethestraße 27 z 1906, projekt: Ernst Brück
- kirkut przy Hermannstraße z 1831,
- dom przy Heizengasse 7 z 1779
- kościół pw. św. Wincentego (St. Vinzenz) i dom dziecka z 1909–1910, projekt: Peter Marx i Raimund Ostermaier
- kościół ewangelicki przy Homburger Straße z 1756, projekt Carla Abrahama Dodela
- fontanna Eisengießer przy Hüttenbergstraße z 1938
- budynki mieszkalne i handlowe przy Hüttenbergstraße 6-13, z lat 1899–1904
- pozostałości po południowo-zachodniej wieży renesansowego zamku przy Irrgartenstraße z 1570/1585
- kaplica Stummów przy Lindenallee z 1852–1853, projekt Mathiasa Josepha Mußweilera
- bunkier z 1939–1940
- willa przy Lindenallee 2b z 1921, projekt August Rahfeld
- katolicki kościół parafialny pw. św. Marii (St. Marien) z 1885, projekt Schorbacha
- budynek sądu rejonowego (Amtsgericht) przy Marienstraße 2 z 1883, przebudowywany w latach 1896 i 1931/1933
- dom dziecka przy Norduferstraße 8 z 1928
- piwnice byłego renesansowego pałacu przy Oberer Markt 4 z 1570/1585, projekt Christmanna Stromeyera
- piwnice byłego renesansowego pałacu przy Rödelgasse 3a z 1570/1585, projekt Christmanna Stromeyera
- willa z parkiem przy Ringstraße 25 z 1924, projekt: Wilhelm Werner
- lochy przy Rombachstraße z 1816
- dom przy Rombachstraße 3 z XVIII w.
- dawna stadnina rodziny Stumm przy Saarbrücker Straße, obecnie odrestaurowana, odbywają się tam przedstawienia
- willa przy Saarbrücker Straße z 1921
- wieża ciśnień huty z 1936
- szkoła hutnicza przy Saarbrücker Straße 39 z 1850–1851
- zamek Jägersberg z 1752–1765, projekty Friedricha Joachima Stengela
- pomnik barona Stumm z 1902 przy Stummstraße
- domy przy Stummstraße 2 i 17, odpowiednio z 1896, 1928
- kaplica cmentarna przy Unterer Friedhofsweg z 1894–1895
- budynek szkolny przy Unterer Friedhofsweg 2 z 1881–1882
- dawny budynek urzędu gminy przy Vogelstraße 6 z 1911–1913, projekt Otto Kuhlmanna, później przebudowany na dom i sklep

Wiebelskirchen
- gospodarstwa rolne przy Im Stauch 2, 6/8 i 10 z XVIII i XIX w.
- ewangelicki kościół parafialny z 1860–1863, projekt Neufanga
- plebania z 1820
- szkoła przy Martin-Luther-Straße 16 z 1732
- domy przy Martin-Luther-Straße 17, 19, 23 i 25/27, odpowiednio z 1782, 1820, 1813 i 1820
- szkoła przy Römerstraße 14 z 1852
- katolicki kościół parafialny pw. Trójcy Świętej (Hl. Dreifaltigkeit)z 1914–1916, według projektów Petera Marxa
- leśniczówka z 1890

## Kultura

### Wydarzenia
- pochód w Rosenmontag (ostatni poniedziałek karnawału), największy pochód w Saarze, corocznie zbiera się tutaj około 100 tysięcy odwiedzających
- Marzec
  - Bieg dobroczynny w Furpach
  - Wiosna rowerowa Neunkirchen
- Maj
  - Bieg miejski Nuenkirchen (Neunkircher Citylauf) z mistrzostwami Saary
  - Jarmark w Furpach
- Czerwiec
  - Święto miasta
  - Średniowieczny spektakl
  - Jarmark w Heinitz
- Lipiec
  - Noc Neunkirchen (wiele różnych imprez kulturalnych w ciągu całego miesiąca)
- Sierpień
  - Festiwal Neunkircher Musical Projekt
  - Jarmark w Neunkirchen
- Wrzesień
  - Jarmark w Münchwies
  - Jarmark w Wiebelskirchen
- Październik
  - Oktoberfest z wolną niedzielą handlową
  - Jarmark w Hangard
  - Jarmark w Wellesweiler
- Grudzień
  - Jarmark bożonarodzeniowy
  - Bieg św. Mikołaja w Furpach

### Targi
- Krammarkt: pierwszy poniedziałek miesiąca
- Flohmarkt: drugi poniedziałek miesiąca
- Wochenmarkt: każda środa i piątek
- Bauernmarkt: każdy piątek

### Muzea
- Galeria Miejska (Städtische Galerie)

### Zoo
Neunkirchen posiada ogród zoologiczny, znajduje się on między centrum a dzielnicą Wellesweiler na zalesionych terenach. Ogród ma 12 ha powierzchni i posiada około tysiąca zwierząt ze 160 gatunków. Rocznie zoo odwiedza około 200 tys. osób.

## Polityka

### Rada miasta
|      | SPD   | CDU   | FDP/DPS | Zieloni | Razem     |
| 2004 | 27    | 18    | 3       | 3       | 51 miejsc |
| 2004 | -4    | -2    | +3      | +3      |           |
|      | 53,4% | 34,7% | 6,1%    | 5,8%    |           |
|      | +3,1% | -0,6% | +2,2%   | +1,5%   |           |

### Burmistrz
- 1946–1956 Friedrich Brokmeier, SPD
- 1956 Hermann Poppenhäger
- 1956–1966 Josef Frank
- 1966–1971 Friedrich Regitz, SPD
- 1971–1975 Paul Kolb, SPD
- 1975–1990 Peter Neuber, SPD
- od 1990 Friedrich Decker, SPD
- od 2010 Jürgen Fried

## Przedsiębiorstwa
Poniższe firmy w Neunkirchen posiadają swoje fabryki:
- Saarstahl
- Eberspächer (wcześniej Menesa)

## Infrastruktura

### Transport
Neunkirchen jest otoczone przez autostradę A6 (Saarbrücken – Waidhaus), A8 (Perl – Bad Reichenhall) i drogę krajową B41 (Saarbrücken – Bad Kreuznach).
Miasto zlokalizowane jest przy skrzyżowaniu linii kolejowych: Primstal (Neunkirchen–Lebach), Nahetal (Bingen am Rhein – Saarbrücken) i Pfälzische Ludwigsbahn (Saarbrücken – Ludwigshafen am Rhein).
Stacje i przystanki kolejowe:
- Neunkirchen Hauptbahnhof
- Neunkirchen-Wellesweiler
- Wiebelskirchen

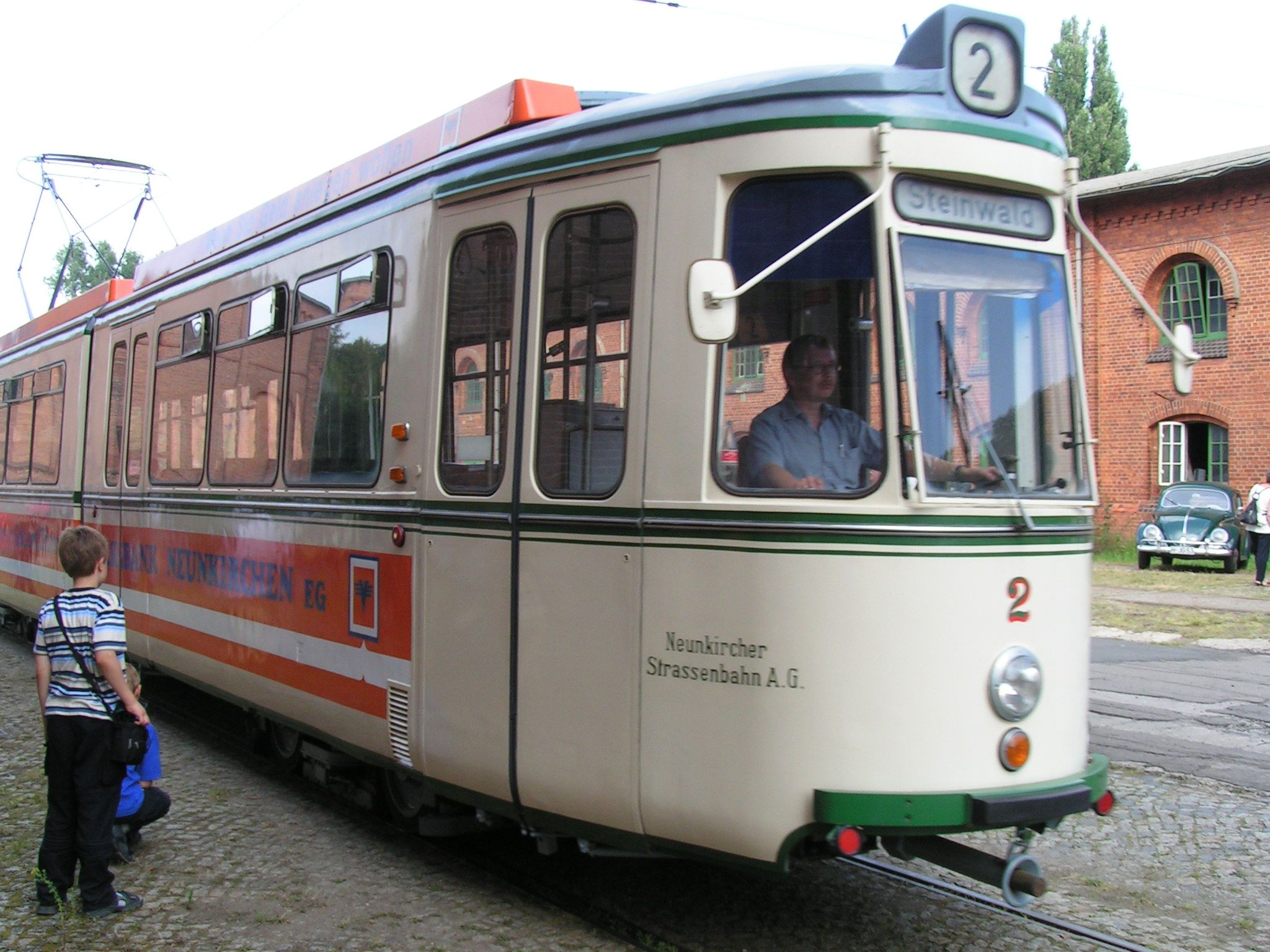
Tramwaj z Neunkirchen w Hanowerskim Muzeum Tramwajów

13 września 1907 w mieście uruchomiono system tramwajowy. Tramwaje jeździły również do Elversberga, Spiesen (dzisiaj Spiesen-Elversberg) i Wiebelskirchen. Odcinek torów na Hüttenberg (wówczas Haupteinkaufsstraße) z nachyleniem 11% był najbardziej stromym odcinkiem tramwajowym w Niemczech. Od 1 sierpnia 1953 do 31 marca 1964 transport publiczny został uzupełniony przez trolejbusy. W tych latach zostały zredukowane połączenia tramwajowe na linii Steinwald – Hauptbahnhof z odgałęzieniem do Schlachthof. Od 1961 zaczął jeździć czteroosiowy, stuttgarcki tramwaj GT 4.
10 lipca 1978 działalność tramwajów została zakończona, ostatnie wagony zostały przetransportowane latem 2003 do Hanowerskiego Muzeum Tramwajów. Od tego czasu w komunikacji miejskiej wykorzystywane są jedynie autobusy.

### Zdrowie
Na terenie miasta działa:
- sześć szpitali z 762 łóżkami
  - Städtisches Klinikum Neunkirchen gGmbH
  - Saarland Klinik Kreuznacher Diakonie Fliedner
  - Krankenhaus St. Josef
  - Kinderklinik Kohlhof
  - Sozial-Prädiatrisches Zentrum
  - Psychosomatische Klinik
- siedem domów starości z 409 łóżkami
- 19 przychodni medycyny ogólnej
- 79 przychodni specjalistycznych
- 25 gabinetów stomatologicznych
- pięć gabinetów weterynaryjnych
- 16 aptek

## Sport
- Borussia Neunkirchen – klub piłkarski

## Osoby

### urodzone w Neunkirchen
- Julius Adler (ur. 23 stycznia 1894, zm. 8 kwietnia 1945), polityk
- Ferdinand Selgrad (ur. 1927), artysta, malarz szkła
- Raimund Becker (ur. 29 stycznia 1959), członek zarządu Federalnego Biura Pracy
- Shanta Ghosh (ur. 3 stycznia 1975), lekkoatletka
- Friedrich Carl Glaser (ur. 20 kwietnia 1843, zm. 10 sierpnia 1910), inżynier
- Peter Hans (ur. 1 czerwca 1950, zm. 27 lipca 2007), polityk (CDU)
- Erich Honecker (ur. 25 sierpnia 1912, zm. 29 maja 1994), polityk
- Stefan Kuntz (ur. 30 października 1962), piłkarz
- Walter Rilla (ur. 22 sierpnia 1894, zm. 21 listopada 1980), aktor
- Erich Schwertner (ur. 10 października 1918, zm. 9 stycznia 1965), polityk, minister budownictwa Saary
- Gerhard Theobald (ur. 27 grudnia 1949), piłkarz, sędzia piłkarski

## Współpraca
Neunkirchen posiada trzy miasta partnerskie:
- Lubin, Brandenburgia, od 1986
- Mantes-la-Ville, Francja, od 3 października 1970
- Wolsztyn, Polska, od 2011